# Исаев, Михаил Александрович (политик)
Михаи́л Алекса́ндрович Иса́ев (род. 26 января 1974, Саратов, Саратовская область, РСФСР, СССР) — российский государственный и политический деятель.
Глава муниципального образования «Город Саратов» (2017—2022, с 2025). Председатель Саратовской областной думы VII созыва (2022—2024). Глава Энгельсского района Саратовской области (2024—2025).

## Биография
Родился 26 января 1974 года в Саратове. Учился в средней школе № 77, параллельно с учёбой занимался спортом — футболом, затем в возрасте 11 лет занялся дзюдо и самбо.

### Образование
- В 1993 году окончил Саратовский монтажный техникум по специальности «Технология сварочного производства» с присвоением квалификации «Техник-технолог»[1].
- В 1999 году завершил обучение в Саратовском коммерческом институте — специализация экономист[2].
- В 1999 году окончил Московский государственный университет коммерции по специализации коммерсант.
- В 2010 году окончил Саратовскую государственную академию права по специализации юрист[3].

### Карьера
Трудовую деятельность начал в 1993 году охранником в ТОО «Нельсон».
Значительная часть биографии (c 1994 по 2007 годы) связана с Саратовским подшипниковым заводом. Работал в отделе экономической и информационной безопасности предприятия (охранником и старшим инспектором), помощником генерального директора, начальником управления общими делами. Затем стал директором по капитальному строительству и социальной политике ОАО «СПЗ» и заместителем генерального директора предприятия.
- С 1999 — помощник депутата Саратовской областной думы Анатолия Чистякова[4].
- С марта 2006 по декабрь 2007 — депутат Саратовской городской думы III созыва.
- С 2 декабря 2007 по декабрь 2011 — депутат Саратовской областной думы IV созыва.
- С 4 декабря 2011 по 19 октября 2012 — депутат Государственной Думы VI созыва[5], однако 24 октября того же года был выбран членом Совета Федерации от Саратовской области[3].
- C 18 сентября 2016 по 4 октября 2017 — депутат Государственной Думы VII созыва, член Комитета ГД по жилищной политике и жилищно-коммунальному хозяйству[6]. Избран по 165 (Балашовскому) одномандатному округу. Официально полномочия прекращены 11 октября 2017 года.
- 9 октября 2017 года назначен исполняющим обязанности главы муниципального образования «Город Саратов»[1].
- 10 ноября 2017 года в результате голосования депутатов Саратовской городской думы утверждён в должности главы муниципального образования «Город Саратов»[7].
- 23 августа 2022 года добровольно подал в отставку, мотивируя своим участием в предвыборной кампании и планами избраться в Саратовскую областную Думу[8].
- С 21 сентября 2022 — Председатель Саратовской областной думы VII созыва[9].
- С 10 апреля 2024 — руководитель фракции «Единая Россия» в Саратовской областной Думе VII созыва[10].
- Входит в региональный политсовет Саратовского регионального отделения Партии «Единая Россия».

#### Законотворческая деятельность
Соавтор 21 законодательной инициативы, в том числе:
- о предоставлении бесплатной юридической помощи;
- об обязательном отчете глав муниципальных образований Саратовской области и депутатов Саратовской областной Думы перед населением раз в полгода;
- о парламентском контроле в Саратовской области;
- об увеличении в три раза размера выплат многодетным семьям на приобретение школьной формы;
- о совершенствовании системы целевого обучения;
- о запрете заниматься предпринимательской деятельностью главным врачам и их заместителям лично или через доверенных лиц;
- о регулировании отлова и содержания безнадзорных животных;
- о расширении полномочий сельских старост;
- о доплатах врачам и водителям скорых, работающих в медучреждениях курортов местного значения;
- об обязанности депутата не менее раза в неделю работать в избирательном округе;
- об обязанности глав территорий встречаться с жителями не менее раза в месяц;
- об ограничении времени работы так называемых «наливаек», расположенных в многоквартирных домах;
- и других.

## Награды
- Медаль ордена «За заслуги перед Отечеством» II степени (24 января 2025 года) — за активную законотворческую деятельность и многолетнюю добросовестную работу[11]
- Благодарность Президента Российской Федерации (2012)
- Благодарность Председателя Совета Федерации Федерального Собрания Российской Федерации (2016)
- Благодарность Правительства Российской Федерации (2016)
- Почётный знак Губернатора Саратовской области «За любовь к родной земле» (2021)
- Почётная грамота Губернатора Саратовской области (2022)
- Почётная грамота Совета Федерации Федерального Собрания Российской Федерации (2024)
- Почётная грамота Законодательного Собрания Пензенской области (2024)
- Благодарность Председателя Государственной Думы Федерального Собрания Российской Федерации (2024)
- Благодарность Комитета Государственной Думы по обороне (2024)
- медаль «Совет Федерации. 20 лет» (2013)
- медаль Саратовской митрополии Спас нерукотворный 3 степени

## Семья
Женат, отец четверых детей.